# Mathilde Mayer
Mathilde Mayer (Luxemburg, 1855 - 1926) was kunstenaar en oprichter van ‘Les Arts de la Femme’.

## Biografie
Mayer was de echtgenote van de Duits-Belgische bankier Franz Philippson. Samen met Philippson bouwde ze een collectie kunstwerken op en ondersteunde ze verschillende kunstenaars, onder wie de beeldhouwer Charles van der Stappen en de schilder Fernand Khnopff. Ze nam geregeld zelf deel aan tentoonstellingen. In 1894 exposeerde ze vier werken op de eerste salon van de Cercle Artistique de Luxembourg.
Op 29 maart 1908, te Elsene, richtte Mathilde Mayer ‘Les Arts de la femme’ op, een organisatie door en voor vrouwen. Binnen de organisatie waren 30 andere vrouwen en 8 mannen actief. Mayer was voorzitter van de organisatie van 1908 tot 1913. Ze nam dit initiatief vanuit de overtuiging dat leerlingen best zo vroeg mogelijk beginnen met de praktijk van de kunstnijverheid aan te leren. Les Arts de la Femme profileerde zich uiteindelijk niet als school, maar als een organisatie die focust op de verkoop van kunstnijverheid vervaardigd door vrouwen. Het doel was om hun producten op de markt te krijgen en de verkoop ervan voor hun eigen rekening te nemen.
Daarnaast was Mayer ook lid van ‘Union des femmes peintres et sculpteurs de Paris’, opgericht in 1881 door beeldhouwer Hélène Bertaux. Dit was de eerste organisatie voor vrouwelijke kunstenaars in Frankrijk die ervoor streefde dat vrouwen werden toegelaten tot de École nationale de beaux-arts de Paris. Verder vocht ze ook voor erkenning van vrouwelijke kunstenaars door instellingen.
Mayer was medewerker van l’Union patriotique des femmes belges, een feministische vereniging die werd opgericht te Brussel op 8 augustus 1914 door de Belgische feministe en liberale politica Jane Brigode en de Belgische katholieke feministe Louise van Den Plas. De vereniging stond in voor de bevordering van de wederzijdse hulp tussen vrouwen die hun baan waren kwijtgeraakt en de vrouwen wier echtgenoot naar het front ging.
Verder was Mayer in 1921 lid van de gemeenteraad van Brussel en in 1889 maakte ze deel uit van het schoolcomité in de Bloemistenstraat 3 te Brussel.

## Tentoonstellingen
- 1887 Salon van Parijs
- 1888 Tentoonstelling van Cercle Artistique
- 1889 Salon van Namen
- 1897 Internationale tentoonstelling van Brussel
- 2015 Haar werk is te zien op Salon des Beaux-Arts[bron?]